# Rivière Natouacamisie
Rivière Natouacamisie är ett vattendrag i Kanada.   Det ligger i provinsen Québec, i den östra delen av landet, 700 km norr om huvudstaden Ottawa.
Trakten runt Rivière Natouacamisie består huvudsakligen av våtmarker. Trakten runt Rivière Natouacamisie är nära nog obefolkad, med mindre än två invånare per kvadratkilometer.